# Richard W. Mallary
Richard Walker Mallary (21 tháng 2 năm 1929 – 27 tháng 9 năm 2011) là một chính trị gia người Mỹ. Ông là một đại diện cho Hoa Kỳ đến từ Vermont đại diện cho Quốc hội Bang Vermont từ năm 1972 đến năm 1975.
Mallary qua đời vì ung thư tiền liệt tuyến ở Brookfield, Vermont, thưởng thọ 82 tuổi vào năm 2011